# Kayanza (Provinz)
Kayanza ist eine Provinz des ostafrikanischen Staates Burundi. Sie hat etwa 487.000 Einwohner. Sie liegt im Norden des Landes, an der Grenze zu Ruanda. Die Provinzhauptstadt heißt ebenfalls Kayanza.
Kayanza ist in die neun Distrikte Butaganzwa, Gahombo, Gatara, Kabarore, Kayanza, Matongo, Muhanga, Muruta und Rango (Distrikt) eingeteilt.